# Hieracium czaiense
Hieracium czaiense es una especie de planta con flor del género Hieracium, de la familia Asteraceae, orden Asterales.

## Distribución
Hieracium czaiense se distribuye por Rusia.

## Taxonomía
Fue descrita científicamente por Schischk. & Sergievsk. Fue publicada en Sist. Zametki Mater. Gerb. Krylova Tomsk. Gosud. Univ. Kuybysheva.